# Esfingolipidose
Esfingolipidoses são distúrbios do metabolismo de esfingolipídeos de origem genética, autossômicos recessivos, incomuns e que degeneram progressivamente o sistema nervoso central. São caracterizadas por defeito no catabolismo dos lípidos contendo esfingosina, por problema ou ausência de alguma proteína ativadora ou enzimas contidas nos lisossomos. 
Os sintomas só aparecem depois de alguns meses ou anos de desenvolvimento normal e envolvem degeneração das habilidades físicas, sensoriais e mentais variando em severidade e órgãos afetados de acordo com a proteína que falta.

## Classificação por causa
São classificadas no CID-10 como distúrbios do metabolismo e recebem o código "(E75) Distúrbios do metabolismo de esfingolípides":
- Gangliosidoses: Deficiência de gangliosídios
  - Gangliosidose GM2 (E75.0)
    - Doença de Sandhoff
    - Doença de Tay-Sachs: Deficiência de hexosaminidase

  - Gangliosidose GM1 (E75.1)
  - Gangliosidose GM3 (E75.1)
  - Mucolipidose IV (E75.1)
- Doença de Gaucher (E75.2): Deficiência de glucocerebrosidase
- Doença de Niemann-Pick (E75.2): Deficiência na atividade da esfingomielinase
- Síndrome de Farber (E75.2): Deficiência de ceramidase
- Doença de Fabry (E75.2): Deficiência de α-galactosidase A
- Esfingolipidose não especificada (E75.3)
  - Doença de Krabbe: Deficiência de galactocerebrosidase
  - Leucodistrofia metacromática: Deficiência de arilsulfatase A
  - Doença de Wolman: Deficiência de ácido lisossomal lipase

## Prevalência
- Gangliosidoses: Cerca de 1 em 100.000 nascidos
  - Doença de Tay-Sachs: Cerca de 1 em 320.000 nascidos
- Doença de Gaucher: Cerca de 1 em 20.000 nascidos vivos [3]
- Doença de Niemann-Pick: Cerca de 1 em 100.000 [4]
- Síndrome de Farber: Cerca de 1 em 100.000
- Doença de Fabry: Entre 1 em 40.000 e 120.000 homens[5]
- Doença de Krabbe: Cerca de 1 em 100.000
- Leucodistrofia metacromática: Cerca de 1 em 100.000
- Doença de Wolman: Menos de 1 em 100.000